# الشحنة (جيجل)
الشحنة هي بلدية تابعة إقليميا إلى دائرة الطاهير ولاية جيجل الجزائر.

## أعلام
- فرحات عباس